# Paweł Targiel
Paweł Targiel (ur. 4 czerwca 1945 w Mikołowie, zm. 11 czerwca 2009 tamże) – polski poeta i działacz kultury związany ze Śląskiem.
W 1988 założył ukazujące się początkowo w drugim obiegu czasopismo „Miarka”, propagujące idee demokratyczne, a w 1996 „Arkadię. Pismo katastroficzne”. Był inicjatorem przekształcenia mieszkania, w którym młodość spędził Rafał Wojaczek w instytucję kultury – Instytut Mikołowski, co nastąpiło w 1999 roku, a następnie został dyrektorem tej placówki. Wydał dwa tomiki własnych wierszy: Ostatnie wiersze (2005) i Halsem (2007).